# ZP Theart
Zachery Paul de Villiers Theart, mais conhecido como ZP Theart (Clanwilliam, África do Sul, 27 de Maio de 1975) é um cantor sul-africano, ficou conhecido pela sua passagem pela banda britânica de power metal, DragonForce, no qual ele foi cofundador em 1999, e deixou amigavelmente em 2010, após quatro álbuns de estúdio, devido a "intransponíveis diferenças de opinião musical", uma decisão da qual ele diz não se arrepender.
Durante sua passagem pela DragonForce, a banda foi indicada ao Grammy Award para Melhor Performance de Metal pela canção Heroes of Our Time, pertencente ao álbum de estúdio Ultra Beatdown, lançado em 2008.
Após deixar o DragonForce, em 2012, ele fundou sua própria banda, I Am I, na qual é vocalista. A banda  lançou um álbum, Event Horizon, em CD e em USB.
ZP também cantou na banda Shadow Warriors, um projeto fundado por seu então colega Sam Totman, guitarrista e fundador do DragonForce.
Desde 2013, ZP colaborava com a banda inglesa Tank. Em 2015 tornou-se membro oficial do grupo, com quem gravou o disco Valley Of Tears. Logo depois, foi substituído por David Readman devido à sua transição para a banda Skid Row.

## Discografia

### com DragonForce
- 2003 - Valley of the Damned
- 2004 - Sonic Firestorm
- 2006 - Inhuman Rampage
- 2008 - Ultra Beatdown
- 2010 - Twilight Dementia
- 2016 - Killer Elite

### com I.  Am I
- 2012 - Event Horizo.

### com Tank
- 2015 - Valley Of Tears

### com Pentakill
- 2015 - Smite and Ignite

### com Skid Row
• 2021 - Gang's All Here

## externas
- Site oficial DragonForce
- Site oficial I Am I